# Адамо, Иосиф Габриэль
Иосиф Габриэль Адамо (18.03.1851 г., Сиирт, Турция — 4.06.1899 г., Киркук, Ирак) — архиепископ Киркука Халдейской католической церкви c 5 июня 1883 года по 4 июня 1899 года.

## Биография
Иосиф Габриэль Адамо родился 18 марта 1851 года в городе Сиирт, Турция.
5 июня 1883 года римский папа Лев XIII назначил Иосифа Габриэля Адамо архиепископом Киркука. 26 августа 1883 года состоялось рукоположение Иосифа Габриэля Адамо в епископа, которое совершил патриарх Илья Абулйонан.
Умер 4 июня 1899 года в Киркука.